# Ötscher
Der Ötscher ist ein 1893 Meter hohes, weithin beherrschendes Bergmassiv im südwestlichen Niederösterreich. Das Ötschergebiet gehört zu den Nördlichen Kalkalpen – im Speziellen den Ybbstaler Alpen – und ist eines ihrer östlichsten Hochgebirgsmassive. Direkt über den Gipfel verläuft die Grenze zwischen den Bezirken Lilienfeld und Scheibbs. Der Ötscher ist das Wahrzeichen des Mostviertels und sein höchster Gipfel.
Zwischen 1573 und 1576 bestieg der flämische Gelehrte und Botaniker Carolus Clusius den Ötscher, um alpine Pflanzen zu sammeln, und legte so den Grundstein des Botanischen Gartens in Wien.

## Name
Die um 400 v. Chr. in die Gegend eingewanderten Kelten gaben dem beherrschenden Berg der Region den Namen ocàn („Vaterberg“), woraus unter späterem slawischem Einfluss der Name Ötscher (< slav. *otьčanъ ‘Gevatter’) entstand.

## Lage und Landschaft

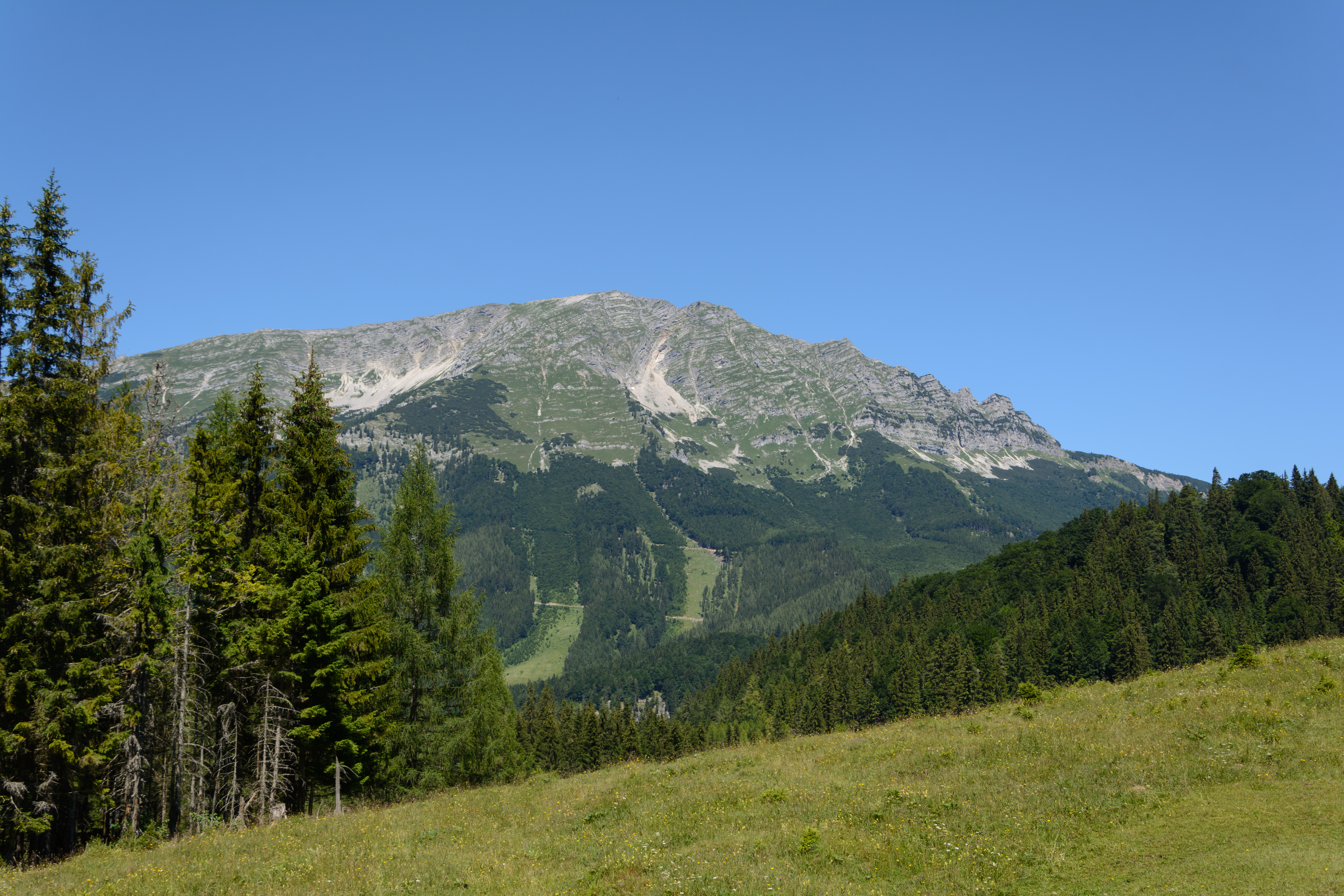
Südseite des Ötschers

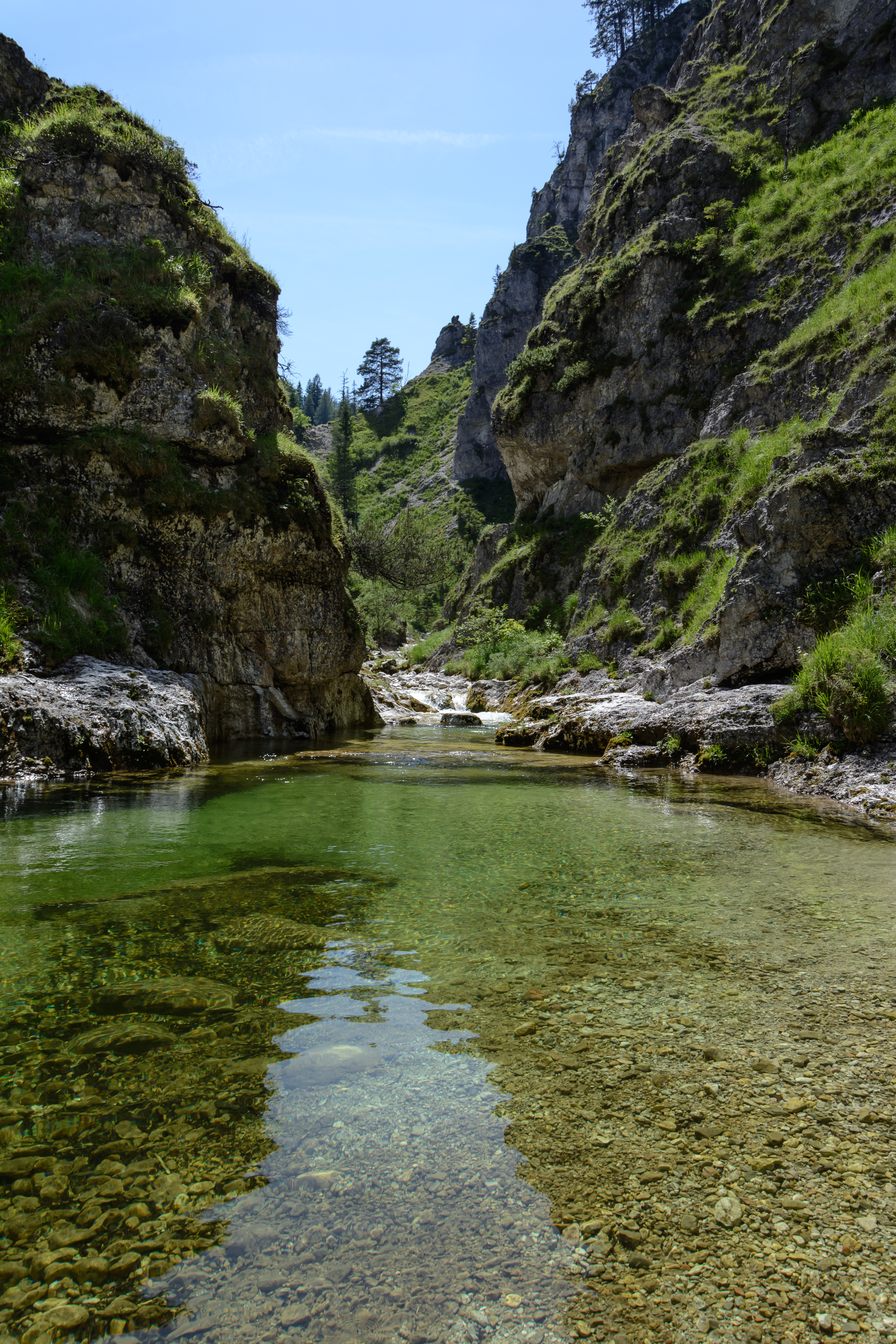
Ötschergraben mit Ötscherbach

Der Hauptgipfel, 1893 m ü. A. und offiziell als Ötscher bezeichnet, wird fallweise auch als Großer Ötscher bezeichnet. Am Ötscherplateau befinden sich noch der 1888 m hohe Herrenstand (fallweise auch als Fürstenstand bezeichnet, der Herrenstand wird dann weiter nordöstlich am Vorgipfel 1873 m verortet), der 1849 m hohe Taubenstein und rund zwei Kilometer südwestlich vom Ötschergipfel der 1552 m hohe Kleine Ötscher. Das Bergmassiv liegt im Naturpark Ötscher-Tormäuer.
Durch seine isolierte Stellung ist der Berg schon aus 100 km Entfernung sichtbar. Aus nördlicher Richtung erscheint er massiv und breit, von Westen und insbesondere Osten sieht man jedoch seine Schmalseite. Der Kalkstock ist ringsum von tiefen Tälern und Schluchten durchschnitten, sodass er nur von Nordwesten zugänglich ist. Deshalb sind im Umkreis von 20 km auch nur zwei größere Orte: die Bezirkshauptstadt Scheibbs im Norden und Mariazell im Südosten.

## Umgrenzung und Gipfel des Ötschergebiets
Im weiteren Sinne umfasst das Ötschergebiet, örtlich auch Ötscherland genannt, die Berge zwischen Neubruck bei Scheibbs, Lunz am See und Mariazell.
Die genauere Umgrenzung erfolgt nach der Gebirgsgruppengliederung für das österreichische Höhlenverzeichnis von Trimmel, wo der Ötscher die Nummer 1816 hat, folgendermaßen:
- im Nordwesten: Ois (Ybbs) bei Meierhöfen (Brücke ca. 440 m) – Lackenbach – Lackenhof – Raneck (954 m) – Ortleitengraben – Nestelberggraben – Erlauf bei den Vorderen Tormäuern (Brücke 444 m ü. A.) zu den Ybbstaler Voralpen (Nr. 1820; Gföhleralm-Polzberg 1824)
- im Nordosten und Osten: Erlauf aufwärts (Tormäuer) – Mitterbach am Erlaufsee – Weißenbach (Bhf. Mariazell 851 m) – Rasing (768 m) zu den Türnitzer Alpen (Nr. 1830; Bergland zwischen Erlauf und Pielach 1836 bis Erlaufboden, Koller–Büchleralpe 1833 bis zum Erlaufstausee, dann Bürgeralpe 1831)
- im Süden: Rasing – Grünaubach – Zellerrain (1125 m) – Neuhauser Bach – Mündung in die Ois zu den Zellerhüten (Nr. 1813)
- im Südwesten Ois (Ybbs) bis Meierhöfen (ca. 655 m) zum Dürrenstein (Nr. 1815)

Dabei umfasst das Ötschermassiv in diesem Sinne
- den Hauptgipfel, den [Großen] Ötscher (1893 m ü. A.)[1]
- den südwestlichen Nebengipfel Kleinen Ötscher (1552 m ü. A.) mit den Liften des kleinen Schigebiets
- den Grat südlich der Ötschergräben über Eiserner Herrgott (1409 m ü. A.) zur Gemeindealpe (1626 m ü. A.), mit der Seilbahn von Mariazell auf das Terzer Haus
- die Hinteren Tormäuer an der Erlauf bei Wienerbruck an der Mariazeller Bahn im Osten
- und die Nordabdachung gegen die Vorderen Tormäuer hin, mit dem Nestelberg (1057 m ü. A.)

Im weiteren Sinne gehören zum Ötschergebiet auch
- das Gebiet Gföhler Almspitze (1110 m ü. A.), Rainstock (1296 m ü. A.) mit der Ötscher Tropfsteinhöhle und Polzberg (1066 m ü. A.) bei Gaming
- und die Berge nördlich der Erlauf bis an die Jessnitz und die Gegend um Puchenstuben, die noch zum Naturpark gehören, aber allgemein zu den Türnitzer Alpen gerechnet werden. Das sind insbesondere Hochreithspitz (835 m ü. A.) und Haigerkogel (855 m ü. A.) ober Grafenmühl an der Erlauf im Westen, Turmkogel (1130 m ü. A.) mit den Vorderen Tormäuern als Südflanke, und Turmkogel/Brandmäuer (1277 m ü. A./1246 m ü. A.) im Osten.

Damit schließt das Ötschergebiet südöstlich an die Eisenwurzen an, wird heute aber auch als ein Teil derselben genannt.

## Höhlen am und nächst dem Ötscher
Die bekanntesten Ötscherhöhlen sind das Geldloch, das Taubenloch und das Pfannloch direkt unterhalb des Rauen Kamms sowie die etwa fünf Kilometer vom Ötschergipfel nördlich gelegene Ötscher-Tropfsteinhöhle.

### Geldloch

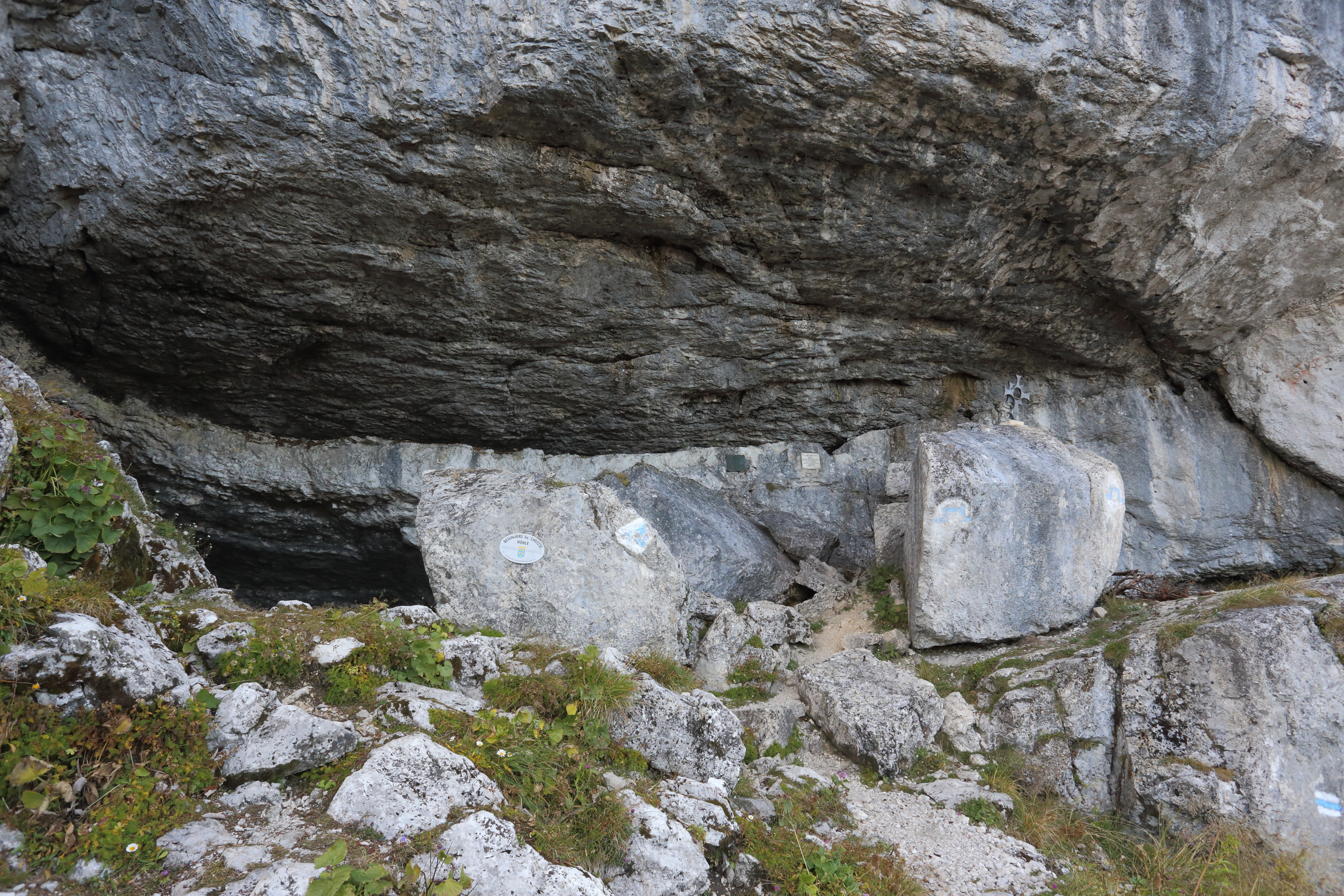
Eingangsbereich der Karsthöhle Geldloch

Der Eingang der Höhle mit der Katasternummer 1816/6 befindet sich ostseitig des Ötschergipfels am Fuß des Rauen Kamms auf einer Höhe von rund 1460 m. Sie wurde bereits 1592 auf Veranlassung von Kaiser Rudolf II. erforscht. Mit Stand 1983 war eine Gesamtlänge von 6678 Meter und ein Gesamthöhenunterschied von 535 Meter (+101, −434) bekannt. Das Österreichlexikon gibt mit Stand 1995 eine Länge von 9047 Meter und eine vertikale Ausdehnung von 653 Meter an.

### Taubenloch
Der Eingang der Höhle mit der Katasternummer 1816/14 befindet sich ostseitig des Ötschergipfels am Fuß des Rauen Kamms auf einer Höhe von rund 1505 m und rund 400 Meter nordnordöstlich vom Eingang des Geldloches. Mit Stand 1981 war eine Gesamtlänge von 1462 Meter und ein Gesamthöhenunterschied von 413 Meter (+21, −392) bekannt. Das Österreichlexikon gibt mit Stand 1995 eine Länge von 4131 Meter und eine vertikale Ausdehnung von 514 Meter an.

## Natur

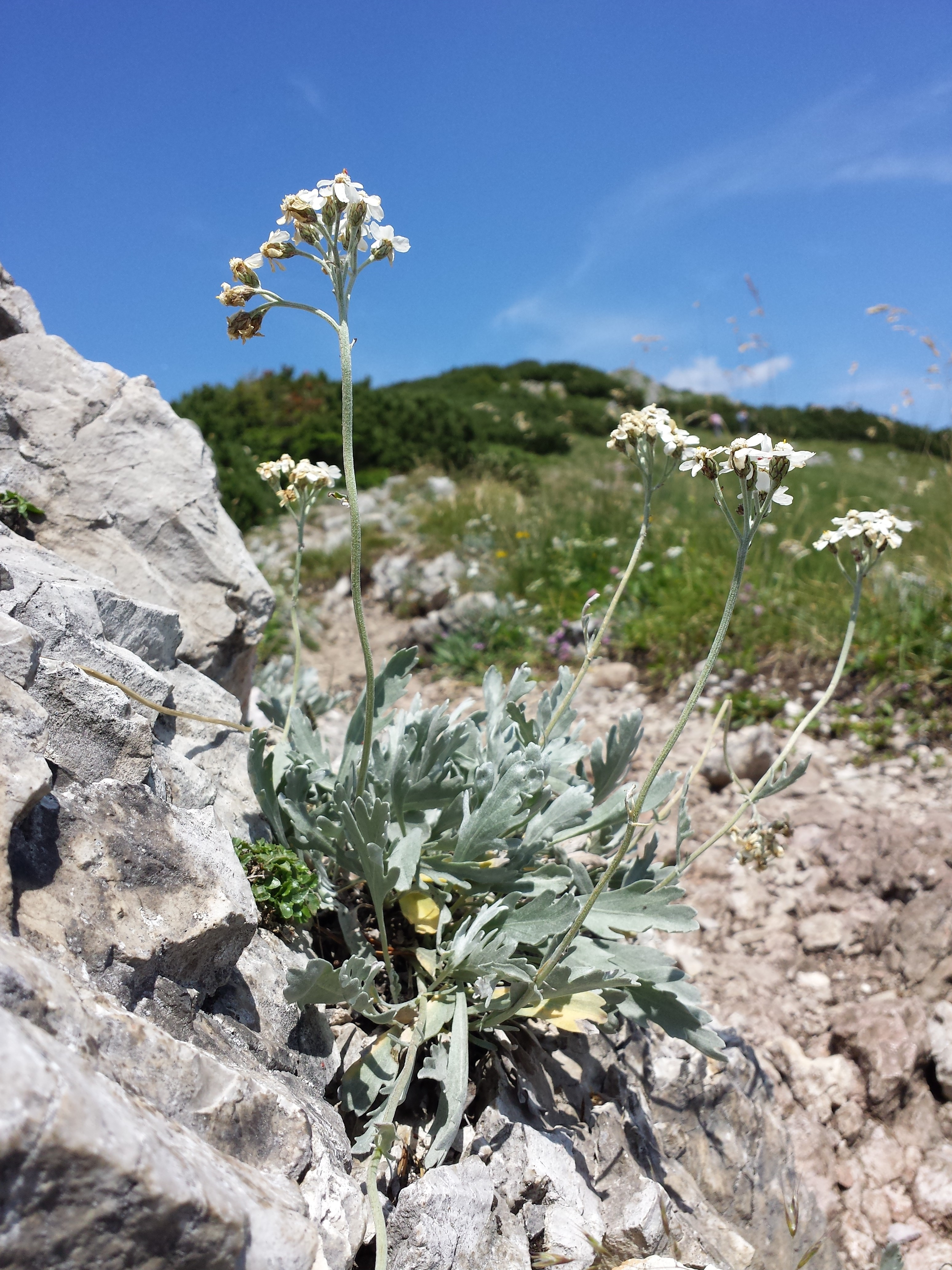
Bittere Schafgarbe (Achillea clavennae) am Ötscher

Die Tormäuer und Ötschergräben stellen ein System von Schluchten dar, das den Gebirgsstock von drei Seiten umschließt. In diesem „Grand Canyon Niederösterreichs“ fließen die Zuflüsse und der Hauptfluss Erlauf selbst – 1500 Meter unter dem Gipfel – nach Osten, dann nach Norden und Westen. Daher ist auch der Ostgrat des Ötschers, der Raue Kamm, am steilsten (Schwierigkeit I).
Das Ötschergebiet ist eines der wenigen Gebiete Österreichs, in denen sich in jüngerer Zeit Braunbären über einen längeren Zeitraum hinweg (1972–2011) fanden.

## Tourismus

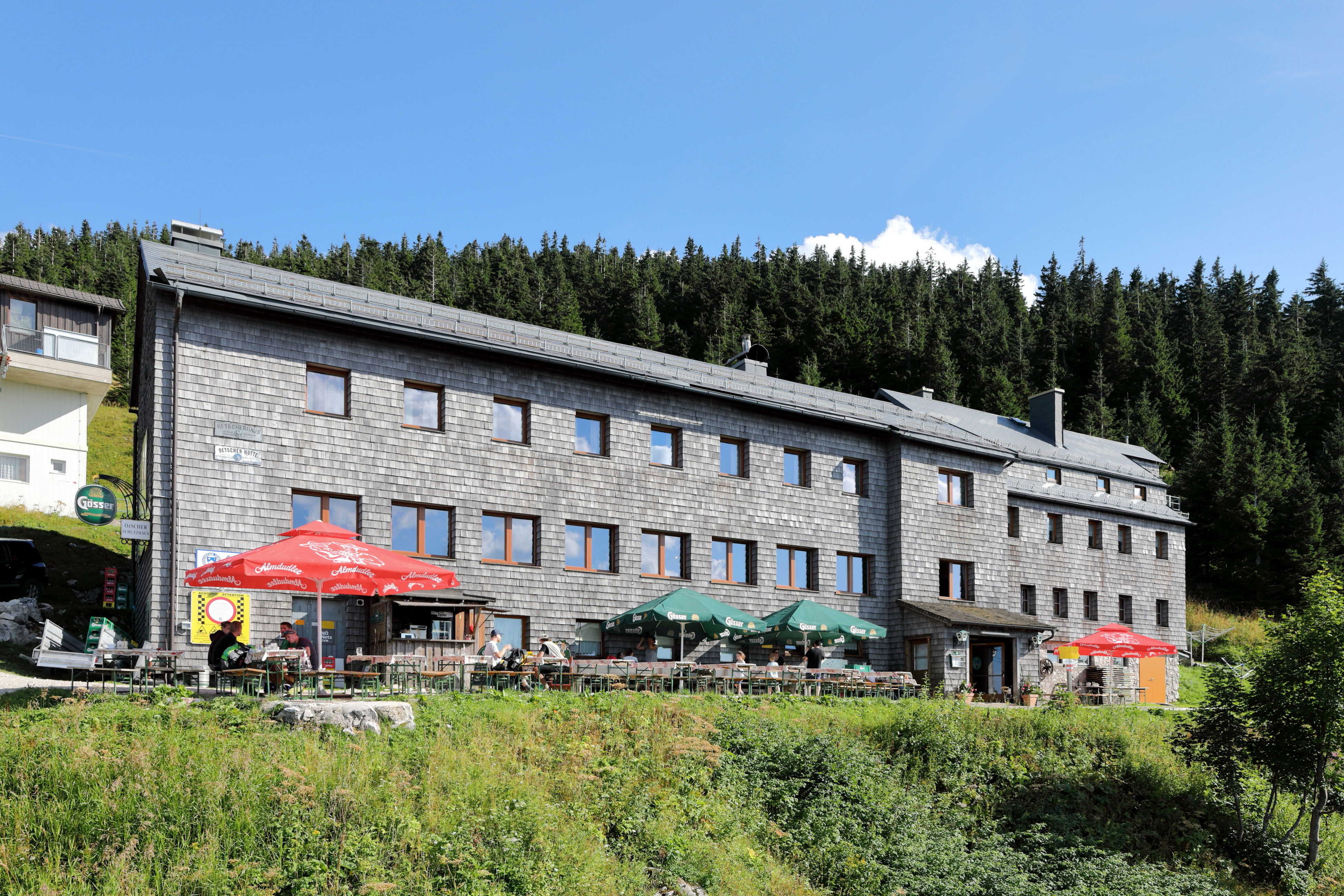
Ötscherschutzhaus

Lackenhof am Ötscher (810 m) gilt als der bekannteste Wintersportort des Ötscherlandes. Vom Ortsende führt ein Doppel-Sessellift zum Ötscherschutzhaus, das auf 1410 m Höhe etwas unterhalb des Westgrates liegt. Hier führt der Hauptweg auf den Gipfel, der wegen seiner guten Aussicht bekannt ist.

## Medien
Die TV-Dokumentation "Land der Berge: Bergabenteuer am Ötscher" mit der Schauspielerin Kristina Sprenger beleuchtet die Geologie, die Pflanzenwelt und insbesondere die Mythologie und Sagen rund um den Ötscher.

## Bildergalerie

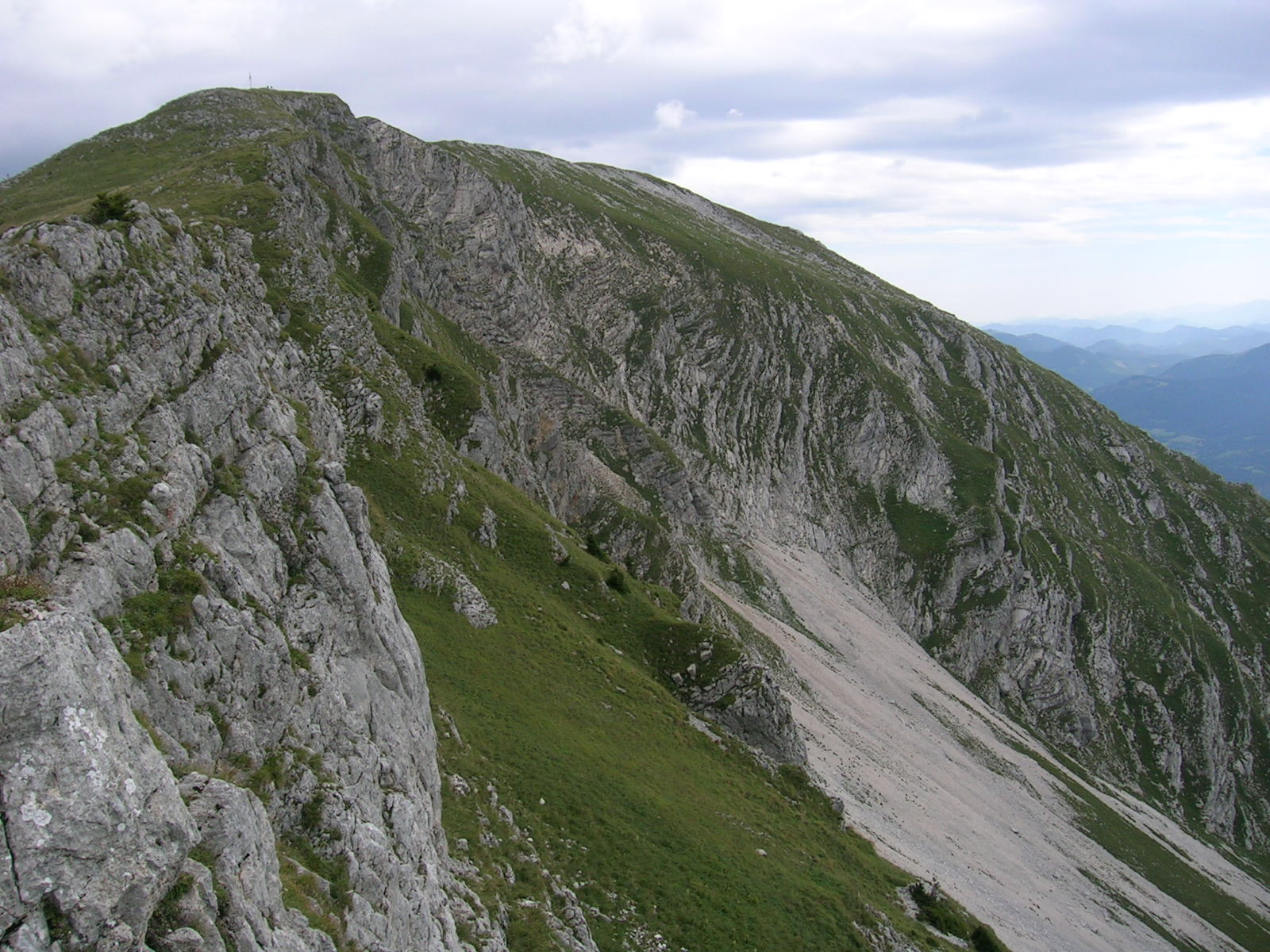
Ötscher Südseite
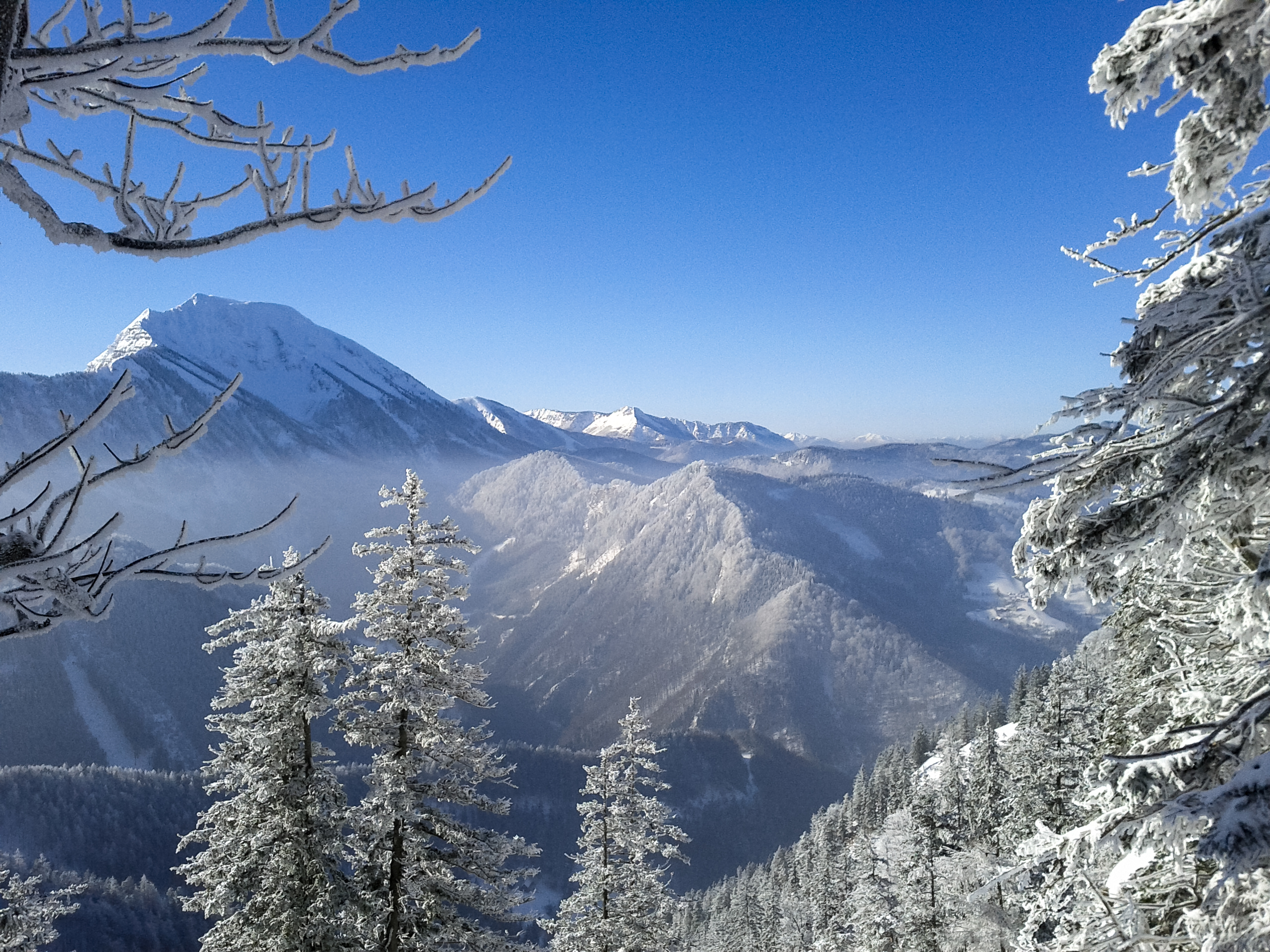
Blick auf den Ötscher vom Turmkogel aus
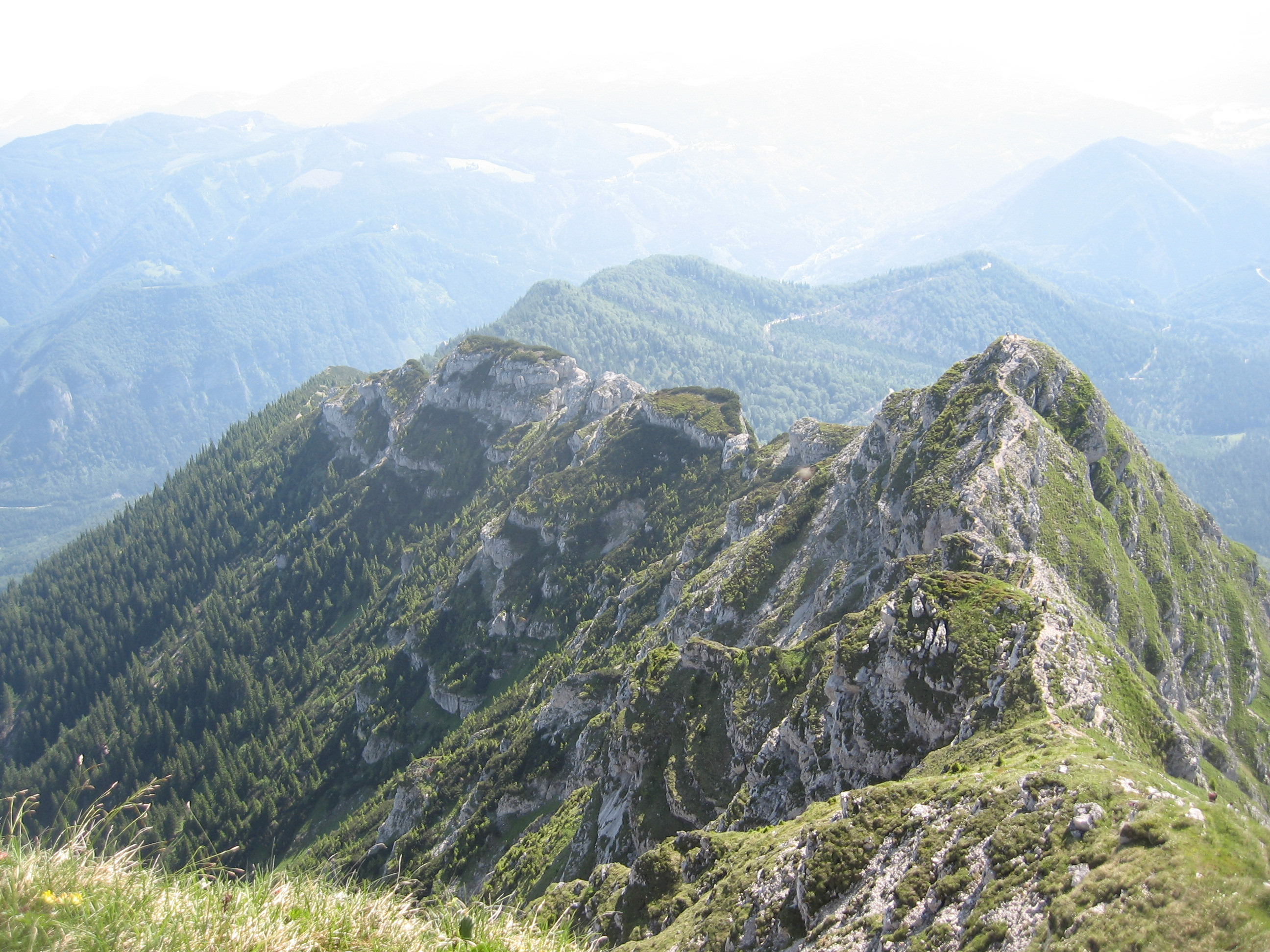
Der Raue Kamm (Blickrichtung Nordost)
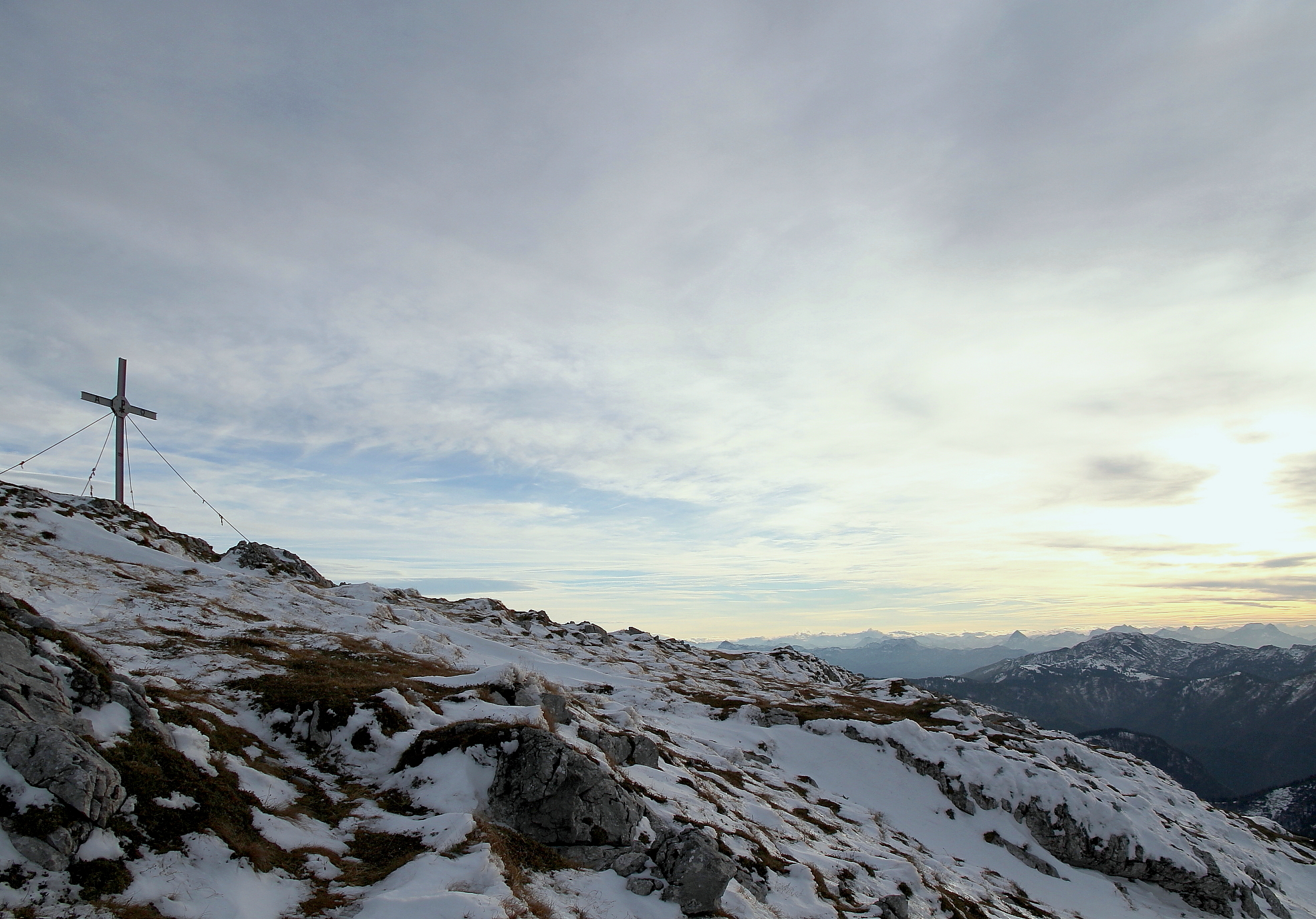
Gipfelkreuz am Ötscher
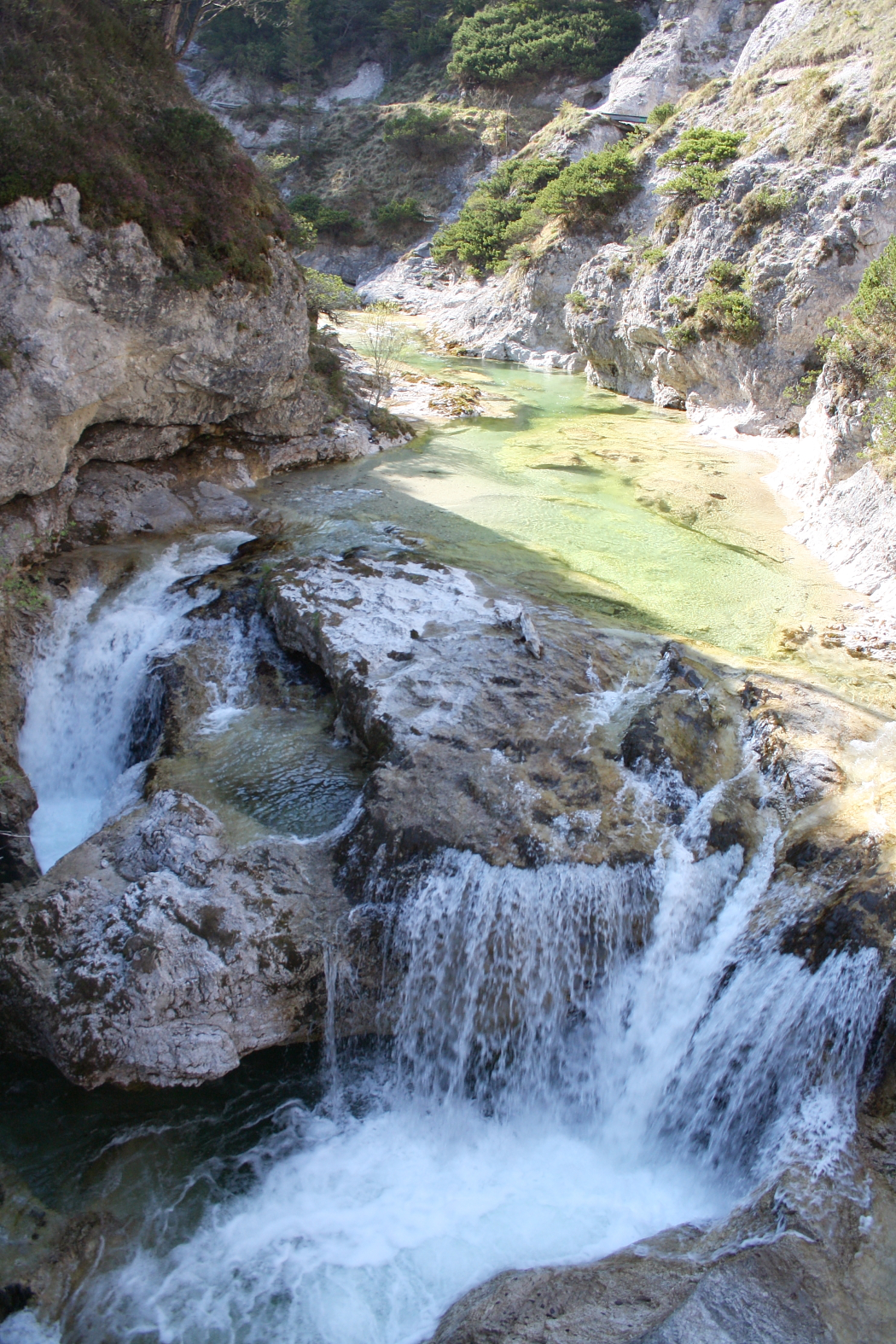
Ötschergraben
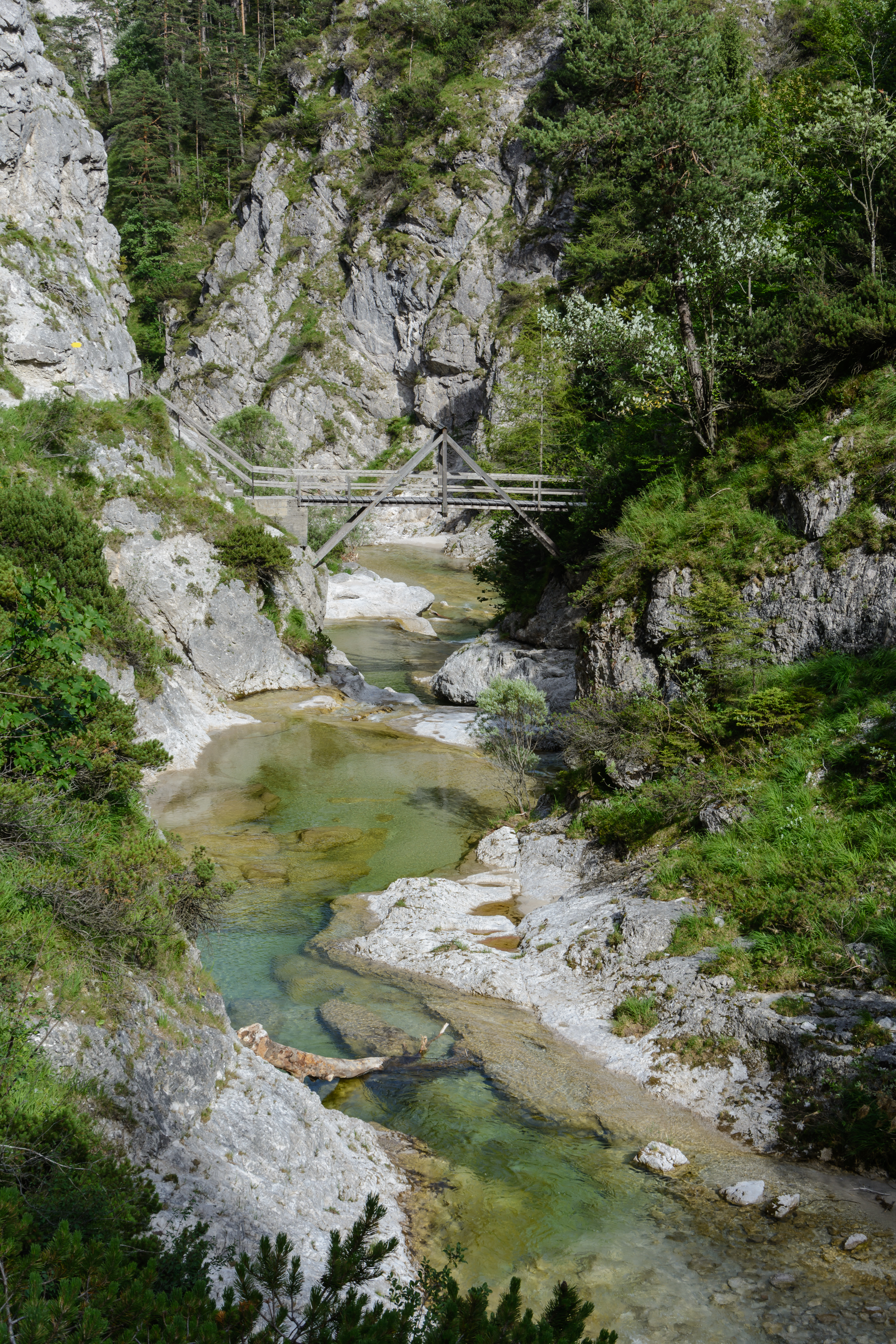
Ötscherbach mit Steg beim 'Ötscherhias'